# نووی ژدنیک
نووی ژدنیک (به صربی: Novi Žednik) یک منطقهٔ مسکونی در صربستان است که در Subotica Municipality واقع شده‌است. نووی ژدنیک ۲٬۸۴۸ نفر جمعیت دارد.